# Vid Matasović
Vid Matasović (Vitez) (Pag, 1. pol. 16. st. − Kreta, 7. kolovoza 1583.) bio je hrvatski vojni zapovjednik u mletačkim postojbama i plemić.
Unuk je Vida Matasovića, pripadnika obitelji Matasović koji je pred osmanskim osvajanjem izbjegao s obitelji iz novigradsko-obrovačkog područja i naselio se na otok Pag.
Od 1569. godine sudcem je Bratovštine sv. Jurja.  
Zapovijedao je hrvatskim konjaništvom u mletačkoj vojsci. Sudjelovao u borbama u Ciparskom ratu (1570. – 1573.). Za svoje zasluge u ratu 1571. dobio je 1573. za svoj posjed otok Vir odlukom općeg providura Grimanija, uz obvezu plaćanja osmine državnoj blagajni.  
Za zasluge u Ciparskom ratu dobio je i naslov viteza sv. Marka. 
1575. je godine obnašao dužnost zapovjednika tvrđave u novigradskom tjesnacu. Bio je zapovjednikom i brigantina, određenog za stražu u Ljubačkom i Novigradskom tjesnacu. Iste godine dukalom je proglašen za paškog plemića. 
Potomci su mu podigli kenotaf u crkvi sestara benediktinki s grbom i natpisom.